# Solanum eburneum
Solanum eburneum är en potatisväxtart som beskrevs av Symon. Solanum eburneum ingår i släktet skattor som ingår i familjen potatisväxter. Inga underarter finns listade i Catalogue of Life.